# Fanø Bugt
Fanø Bugt är en bukt i Danmark.   Den ligger i Region Syddanmark, i den sydvästra delen av landet, 280 km väster om Köpenhamn.
Fanø Bugt är en del av Nordsjön och ligger utanför ön Fanø.